# Mikołaj I opawski
Mikołaj I opawski (cz. Mikuláš I.) (ur. ok. 1255, zm. 25 lipca 1318) – książę opawski w latach 1269–1278, 1281–1289, 1306–1308 (dowodnie), na zamku Plumlov na Morawach 1311–1318.
Mikołaj I był synem z pozamałżeńskiego związku pomiędzy królem czeskim Przemysłem Ottokarem II i Agnieszką z Kuenringu, będącą damą dworu pierwszej legalnej żony władcy Małgorzaty Babenberskiej.
Na życzenie ojca w 1260 r. został legitymizowany przez papieża Aleksandra IV, jednak bez prawa do następstwa tronu. W roku 1269 osadzony przez Przemysła Ottokara na ziemi opawskiej z głównymi miejscowościami Opawą i Hradcem nad Morawicą, aktywnie wspierał politykę ojca.
W 1278 uczestniczył w przegranej przez Czechy bitwie pod Suchymi Krutami, gdzie dostał się do węgierskiej niewoli. W zamknięciu Mikołaj przebywał do 1281, kiedy to udało mu się powrócić do kraju i objąć na powrót księstwo opawskie. Na skutek zatargu z Kunegundą Halicką, wdową po Przemyśle Ottokarze (drugą żoną tego władcy), prawa Mikołaja do Opawszczyzny zostały podważone i 1286 ostatecznie otrzymał on tylko księstwo od Wacława II na trzy lata.
W latach następnych Mikołaj rozpoczął karierę na dworze Wacława II w Pradze, dzięki czemu otrzymał funkcję marszałka (do 1294), w roku 1294 lub 1295, po zajęciu przez Wacława II Małopolski, został starostą krakowskim, a potem też na krótko i wielkopolskim.
Na wieść o śmierci panującego niewiele ponad rok syna Wacława II, Wacława III, Mikołaj powrócił do księstwa opawskiego, gdzie uzyskał śluby wierności ze strony miast Opawy, Karniowa, Bruntála i Głubczyc. Nabytek okazał się jednak nietrwały, gdyż w 1308 nowy król czeski Jan Luksemburski zastawił Opawszczyznę Bolesławowi III Rozrzutnemu, księciu brzesko-legnickiemu. Wprawdzie w 1311 dzięki pożyczce w wysokości 8000 grzywien Mikołaj umożliwił swojemu suwerenowi wykup księstwa z rąk Piastowicza, lecz po raz kolejny zawiódł swoją nadzieję, gdyż za wierną służbę otrzymał od Jana tylko zamek Plumlov na Morawach.
Mikołaj I był żonaty od 8 lutego 1285 z siostrzenicą Rudolfa Habsburga Adelajdą, z którą doczekał się trzech synów: późniejszego księcia opawskiego i raciborskiego Mikołaja II (zm. 1365), kanonika praskiego Wacława (zm. 1367) i Jana (zm. 1325), o którym brak bliższych informacji.
Mikołaj I opawski zmarł 25 lipca 1318 i został pochowany w kościele św. Jakuba w Brnie.